# Holger Badstuber
Holger Felix Badstuber (* 13. März 1989 in Memmingen) ist ein ehemaliger deutscher Fußballspieler. Seine Stammposition war die des Innenverteidigers; er wurde aber auch als linker Außenverteidiger eingesetzt. Er war zuletzt bis Dezember 2021 beim FC Luzern in der Schweiz unter Vertrag, nachdem er zuvor beim VfB Stuttgart, für den er bereits in der Jugend aktiv gewesen war, spielte. Zudem hatte er mehr als 14 Jahre für den FC Bayern München und ein halbes Jahr auf Leihbasis für den FC Schalke 04 gespielt. Er war 31-maliger deutscher Nationalspieler. Im September 2022 beendete Badstuber seine Karriere im Alter von 33 Jahren.

## Herkunft und Schulausbildung
Holger Badstuber wuchs in Rot an der Rot im Landkreis Biberach als eines von zwei Geschwistern auf. Seine Eltern unterstützten ihn früh bei seiner Fußballkarriere und begleiteten ihn regelmäßig zum Training nach Stuttgart und später nach München. Sein Vater starb im März 2009 an den Folgen eines Krebsleidens, wenige Wochen nach dem Zustandekommen des ersten Profivertrags seines Sohnes.
In München machte Badstuber im Internat des FC Bayern München sein Fachabitur. Seinen Zivildienst leistete er an der Bayerischen Landesschule für Körperbehinderte ab.

## Karriere

### Vereine

#### Anfänge beim FC Bayern München

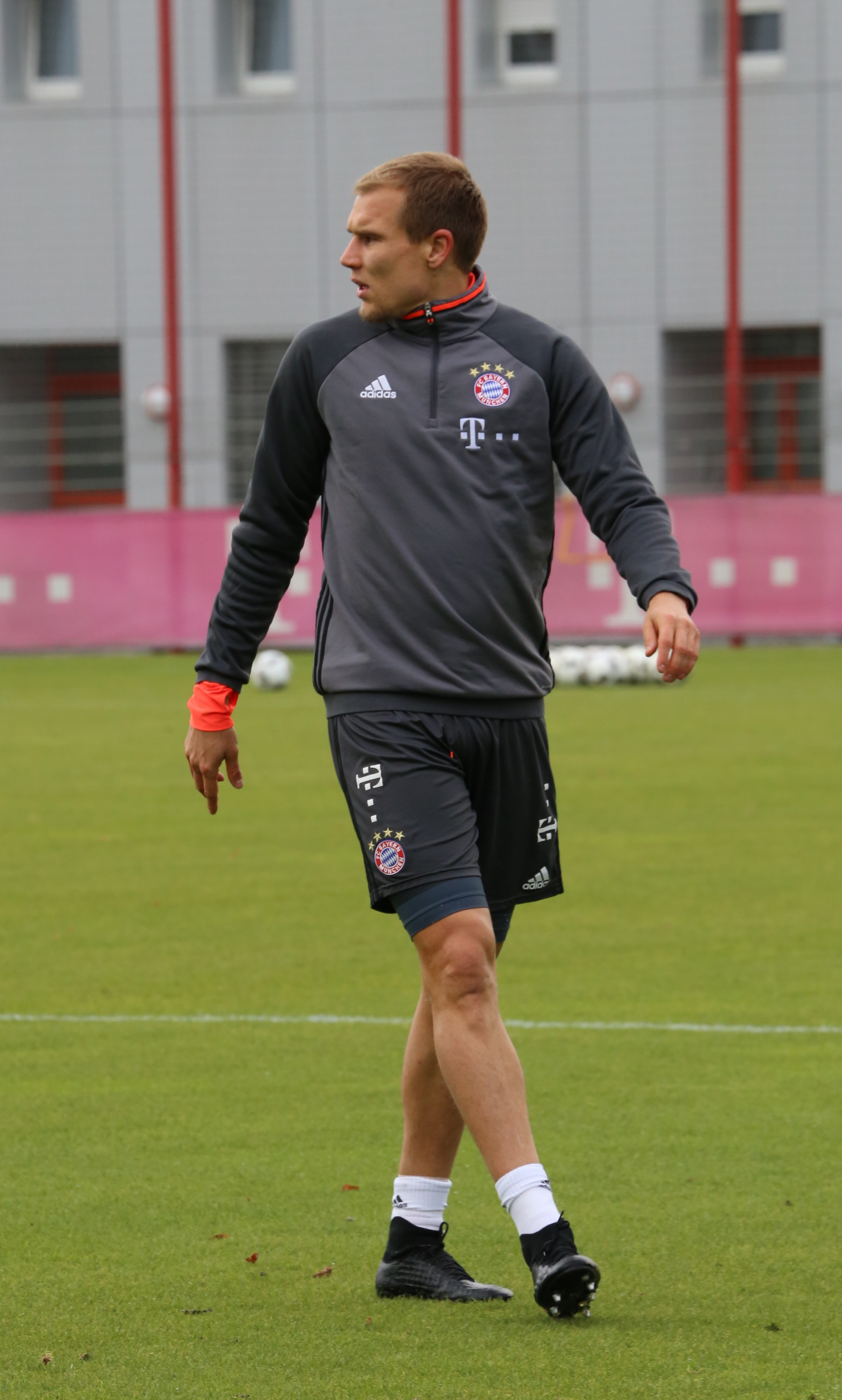
Im Training beim FC Bayern München (2016)

Aus der Jugend des TSV Rot an der Rot gelangte Badstuber in die Jugendabteilung des VfB Stuttgart und 2002 ins Nachwuchsleistungszentrum des FC Bayern München. In der Saison 2006/07 spielte er mit Bayerns A-Junioren in der A-Junioren-Bundesliga und wurde dort in 20 Partien eingesetzt. Die Bayern gewannen die Staffel Süd/Südwest und erreichten die Endrunde um die deutsche Meisterschaft. In der Endrunde hatte Badstuber drei weitere Einsätze und erzielte dabei das 2:2 im Hinspiel gegen Werder Bremen. Im Finale unterlagen die Münchner um Badstuber, Thomas Müller, Toni Kroos, Sebastian Langkamp und andere dem Westmeister Bayer 04 Leverkusen mit 1:2 nach Verlängerung. Mit 18 Jahren vollzog Badstuber im Sommer 2007 den Wechsel zur zweiten Herrenmannschaft („FC Bayern Amateure“), für die er in der Spielzeit 2007/08 in der drittklassigen Regionalliga Süd in 23 Spielen auflief und vier Tore erzielte. Parallel hierzu spielte der Defensivspieler bis zur Rückrunde auch noch einige Male für die U19.
Badstuber wurde bei den Amateuren als defensiver Mittelfeldspieler eingesetzt, um eine bessere Spielfeldübersicht zu erlangen. Nach der Einführung der 3. Liga als neuer dritthöchster Spielklasse im Sommer 2008, für die sich die Münchner als eins von acht Teams der Regionalliga Süd qualifizierten, absolvierte Badstuber in dieser 32 Spiele und erzielte drei Tore. Er war Stammspieler und bildete häufig eine „Mittelfeldraute“ mit Mehmet Ekici, Thomas Müller, Stephan Fürstner und anderen. Zwischen dem 6. und dem 14. Spieltag blieb die Mannschaft sieglos, am Ende landete man aber sogar hinter dem Nachbarn Unterhaching auf Platz 5. Nachdem er bereits einen Teil der Saisonvorbereitung 2008/09 mit dem Profikader des Rekordmeisters absolviert und auch im weiteren Verlauf der Spielzeit mit ihm trainiert hatte, unterschrieb Badstuber am 1. Februar 2009 einen bis 2011 gültigen Profivertrag. Der im Sommer 2009 zum FC Bayern gewechselte Trainer Louis van Gaal setzte Badstuber nach dem Abgang Lúcios und Mats Hummels’ schließlich am 1. Spieltag der Saison 2009/10 beim 1:1 gegen die TSG 1899 Hoffenheim von Beginn an ein. Es folgten für den nun nur noch als Innen- oder Linksverteidiger spielenden 20-Jährigen in allen restlichen Saisonspielen ebenfalls Startelfeinsätze. Neben Teamkollegen wie Daniel van Buyten oder Philipp Lahm sorgte der Verteidiger für 31 Gegentreffer in 34 Bundesligaspielen. Dies war der niedrigste Wert aller Bundesligisten, den ansonsten nur der Vizemeister FC Schalke 04 erreichte. Badstuber schoss am 15. Spieltag als Außenverteidiger agierend per direktem Freistoß das spielentscheidende 2:1 gegen Borussia Mönchengladbach, in den beiden nächsten Partien bereitete er jeweils ein Tor vor. Mit dem FC Bayern wurde der Defensivspieler im Frühjahr 2010 deutscher Meister sowie Pokalsieger und erreichte mit ihm auch in seiner ersten Champions-League-Saison gleich das Endspiel dieses Wettbewerbs. Gemeinsam mit Mitspielern wie Thomas Müller, der ebenfalls aus der zweiten Mannschaft aufgerückt war, oder Martín Demichelis und Arjen Robben verlor Badstuber dieses Finalspiel mit 0:2 aber gegen Inter Mailand. Bereits Anfang des Jahres war sein Vertrag in München vorzeitig bis Juni 2014 verlängert worden. In der Spielzeit 2010/11 gewann Bayern München keinen Titel. Während in der Bundesliga Borussia Dortmund, wo beispielsweise Ex-Verteidiger Hummels spielte, den nationalen Meistertitel errang und die Münchner gemeinsam mit Leverkusen auf Platz 3 verdrängten, eliminierte Schalke die Bayern im Halbfinale des Pokals. Erneut sorgte dann Inter Mailand, diesmal bereits im Achtelfinale, dafür, dass der Champions-Liga-Titel nicht in die bayerische Landeshauptstadt ging. Badstuber hatte 12 Saisonspiele aufgrund einer Schambeinverletzung verpasst, blieb aber auch in seinem zweiten Jahr bei der ersten Mannschaft sowohl unter van Gaal wie auch dessen Nachfolger Andries Jonker Stammkraft. Mit guten Leistungen Badstubers gelang dem FC Bayern München in der Saison 2011/12 der erneute Einzug in das Finale der Champions League. An der Niederlage gegen den FC Chelsea war Badstuber nicht beteiligt – wegen seiner dritten gelben Karte aus dem Halbfinal-Rückspiel gegen Real Madrid war er gesperrt. In der Bundesliga holten erneut die Dortmunder den Titel, obwohl Bayerns neuer Keeper Manuel Neuer sowie der Abwehrverbund um Badstuber, Jérôme Boateng, Lahm und andere diesmal sogar nur 22 Gegentreffer in 34 Ligaspielen zuließen. In der Hinrunde belegte Badstuber Rang 1 in der Kategorie Innenverteidiger der Rangliste des deutschen Fußballs vor Hummels und seinem Mannschaftskollegen van Buyten, im darauffolgenden Sommer war es Rang 2 hinter Hummels und vor Sokratis von Werder Bremen.

#### Verletzungen
Am 28. November 2012, dem 14. Spieltag der Saison 2012/13, bestritt Badstuber sein 100. Bundesligaspiel. Beim darauf folgenden Bundesligaspiel am 1. Dezember 2012 gegen Borussia Dortmund zog er sich in der 35. Minute einen Kreuzbandriss zu und fiel zunächst für etwa sechs Monate und somit für den Rest der Spielzeit aus. Im Februar 2013 verlängerte er seinen Vertrag mit dem FC Bayern um weitere drei Jahre bis Juni 2017. Seine Mannschaft gewann ohne ihn den Pokal nach einem 3:2-Erfolg gegen den VfB Stuttgart und wurde mit nur einer Niederlage nach drei Jahren auch wieder Landesmeister. Während das nationale „Triple“ durch den Gewinn des DFL-Supercups komplettiert wurde, holten die Bayern schließlich auch den „Henkelpott“ als Finalsieger der Champions League, was ihnen seit 2001 nicht mehr gelungen war. Aufgrund einer während des Heilungsverlaufs zusätzlich aufgetretenen Re-Ruptur verlängerte sich die Verletzungspause bis zum 17. August 2014; dadurch verpasste der Verteidiger unter anderem die Chance auf eine Teilnahme an der WM 2014. Zum Saisonbeginn 2014/15 kam Badstuber zu vier Einsätzen, fiel nach einem Muskelsehnenriss im linken Oberschenkel nach dem 3. Spieltag jedoch wieder aus. Im Wintertrainingslager im Januar 2015 stieg er wieder ins Mannschaftstraining ein und kehrte Mitte Februar auf den Platz zurück.
Nicht einmal zwei Monate nach seiner Rückkehr zog sich Badstuber im Champions-League-Viertelfinalrückspiel gegen den FC Porto Ende April 2015 einen Muskelriss im Oberschenkel zu, womit auch diese Saison verfrüht für ihn endete. Nachdem der Verteidiger Anfang November 2015 wieder für Bayern München hatte spielen können, brach er sich drei Monate später im Training das Sprunggelenk und wurde noch am gleichen Tag operiert. In der Vorbereitung auf die Spielzeit 2016/17 stieg Badstuber wieder ins Mannschaftstraining ein und gab im Rahmen eines Testspiels gegen die AC Mailand im Juli sein Comeback. Muskuläre Probleme verhinderten jedoch eine Teilnahme am Saisonstart, woraufhin der Verteidiger erst im Spätherbst wieder auf dem Platz stand.

#### Leihe zum FC Schalke 04
In der Winterpause der Saison 2016/17 verließ Badstuber den FC Bayern München nach vierzehneinhalb Jahren und schloss sich bis zum Saisonende leihweise dem FC Schalke 04 an. Allerdings wurde sein zum Saisonende auslaufender Vertrag – wie es sonst bei einem Leihgeschäft üblich ist – nicht verlängert.
Nachdem er bei den ersten beiden Pflichtspielen seiner neuen Mannschaft noch auf der Ersatzbank gesessen hatte, stand Badstuber am 4. Februar 2017 beim Auswärtsspiel gegen den FC Bayern, das mit 1:1 endete, neben Naldo und Benedikt Höwedes in der Startelf. Im Saisonverlauf konnte sich Badstuber nicht gegen die Konkurrenten in der Innenverteidigung, Höwedes und Matija Nastasić, durchsetzen. Bereits vor dem Saisonende verständigte er sich darüber hinaus mit dem FC Schalke, die Zusammenarbeit nicht über die Saison hinaus zu verlängern.

#### Rückkehr zum VfB Stuttgart

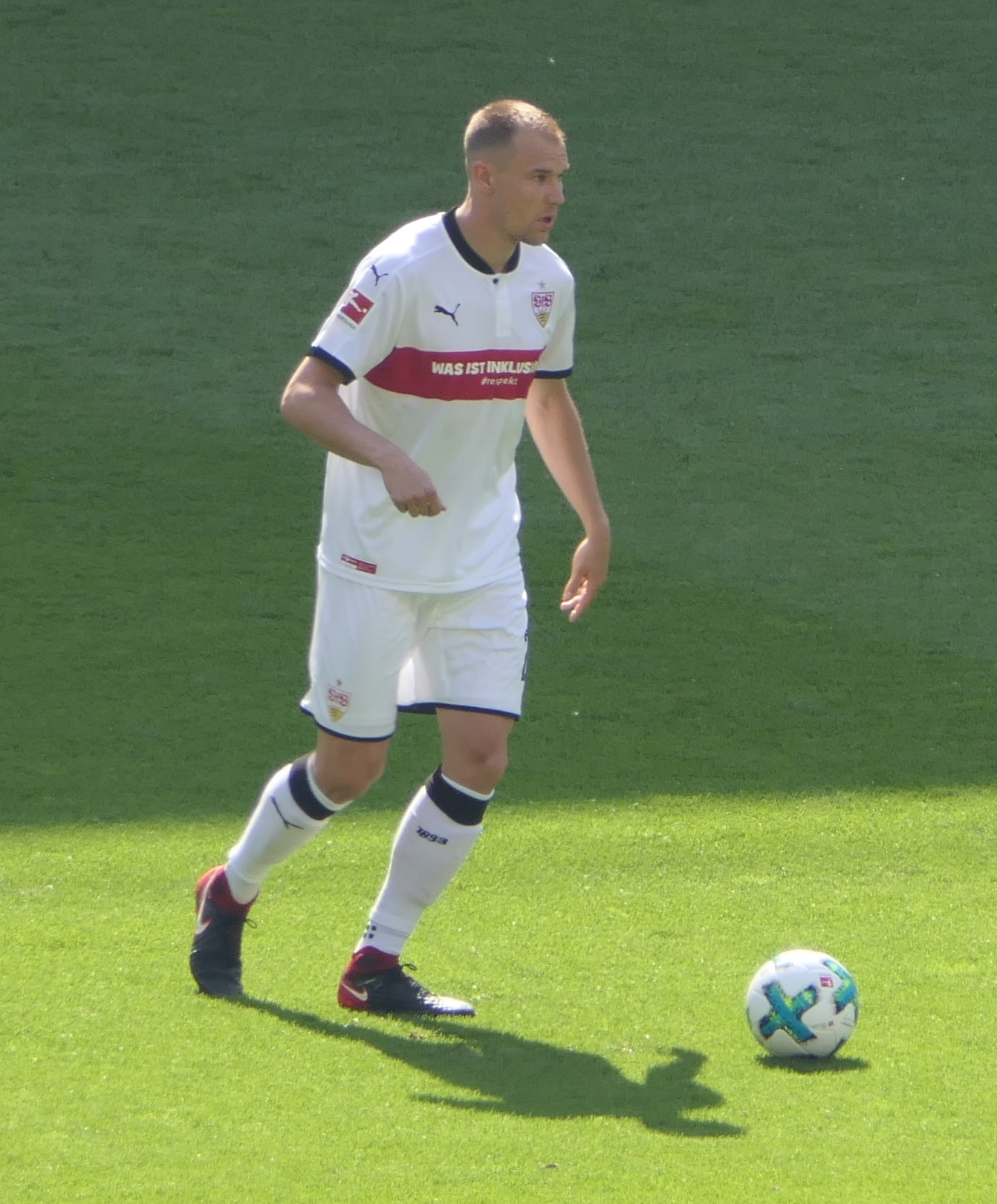
Holger Badstuber beim VfB Stuttgart (2018)

Zur Saison 2017/18 verpflichtete ihn der Bundesligaaufsteiger VfB Stuttgart und stattete ihn mit einem bis zum 30. Juni 2018 laufenden Vertrag aus. Er kam unter dem Cheftrainer Hannes Wolf und dessen Nachfolger Tayfun Korkut in 27 Ligaspielen (24-mal von Beginn) zum Einsatz und erzielte 2 Tore.
Nachdem sein ursprünglicher Vertrag bereits abgelaufen war, kehrte Holger Badstuber im Juli 2018 nach 10 Tagen zum VfB Stuttgart zurück und unterschrieb bei den Schwaben einen Vertrag bis zum 30. Juni 2021. In der Saison 2018/19 kam Badstuber unter Korkut, Markus Weinzierl und Nico Willig nur noch 10-mal (5-mal in der Startelf) in der Bundesliga zum Einsatz. Zudem wurde er im Relegationsrückspiel gegen Union Berlin, in dem der VfB in die 2. Bundesliga abstieg, über die volle Spielzeit eingesetzt.
In der Saison 2019/20 kam der Innenverteidiger unter Tim Walter und Pellegrino Matarazzo in 19 Zweitligaspielen (alle in der Startelf) zum Einsatz und erzielte 2 Tore. Der VfB schaffte als Zweitplatzierter den direkten Wiederaufstieg. Während der Sommervorbereitung 2020 wurde Badstuber von Matarazzo in die zweite Mannschaft versetzt, die in der viertklassigen Regionalliga Südwest spielte. Er absolvierte 28 Regionalligaspiele (alle von Beginn). Er verließ den VfB zum Saisonende 2020/21, nachdem sein Vertrag mit den Schwaben ausgelaufen war.

#### FC Luzern und Karriereende
Zur Saison 2021/22 wechselte Badstuber erstmals ins Ausland. Er unterschrieb für ein Jahr beim amtierenden schweizerischen Pokalsieger FC Luzern. Im Dezember 2021 wurde sein Vertrag aufgelöst. Am 5. September 2022 gab er das Ende seiner aktiven Spielerlaufbahn bekannt.

### Nationalmannschaft
Am 14. November 2007 debütierte Badstuber in der U19-Nationalmannschaft beim 1:0-Erfolg gegen England. Sein zweites und letztes Spiel bestritt er am 27. Mai 2008 beim 5:2-Erfolg gegen die Slowakei. Am 3. September 2008 spielte er erstmals in der U20-Nationalmannschaft beim 4:2-Sieg über Österreich. Die Teilnahme an der U20-Weltmeisterschaft in Ägypten im September 2009 sagte Badstuber ab, um seinen Stammplatz in der Bundesliga nicht zu verlieren. Am 11. August 2009 spielte er erstmals für die U21-Nationalmannschaft, als er bei der 1:3-Niederlage gegen die Türkei in der 59. Minute für Mats Hummels eingewechselt wurde. Sein erstes Tor erzielte er beim 3:0-Sieg der U21 über Slowenien am 9. Oktober 2009.
Am 6. Mai 2010 von Bundestrainer Joachim Löw in den erweiterten Kader für die Weltmeisterschaft 2010 berufen, gab er sein Debüt in der A-Nationalmannschaft am 29. Mai in Budapest beim 3:0-Sieg im Test-Länderspiel gegen Ungarn, als er in der 71. Minute für Arne Friedrich eingewechselt wurde. Gegen Australien am 13. Juni und gegen Serbien am 18. Juni 2010 absolvierte er seine einzigen WM-Spiele. Gegen Serbien wurde er in der 77. Minute für Mario Gómez ausgewechselt. Wegen seiner Probleme mit seinem Gegenspieler Miloš Krasić nahm in den folgenden Spielen Jérôme Boateng und in den Schlussphasen Marcell Jansen seine Position ein. Anders als im Verein, bei dem er seine Position in der Innenverteidigung hatte und nur aushilfsweise außen zum Einsatz kam, wurde er bei der WM als nomineller linker Verteidiger aufgeboten.
Am 7. September 2010 erzielte er beim 6:1 über Aserbaidschan im Qualifikationsspiel zur Europameisterschaft 2012 mit dem 5:1 sein erstes A-Länderspieltor. Bei der Europameisterschaft war Badstuber Stammspieler in der Innenverteidigung und absolvierte alle fünf Partien der deutschen Mannschaft bis zur Niederlage im Halbfinale über die volle Distanz. Er kam in den ersten vier Partien der Qualifikation zur Weltmeisterschaft 2014 noch zum Einsatz, verpasste aber aufgrund seiner Verletzungen den Rest der Qualifikation und das Endturnier in Brasilien.
Am 20. März 2015 wurde er für die Spiele des DFB-Teams gegen Australien und Georgien erstmals seit Oktober 2012 wieder nominiert. Die Partie gegen die Socceroos  war seine 31. und letzte im Auswahldress der A-Mannschaft.

## Erfolge

### Nationalmannschaft
- Dritter der Weltmeisterschaft 2010

### FC Bayern München
- Champions-League-Sieger: 2013
- Deutscher Meister: 2010, 2013, 2014, 2015, 2016, 2017
- DFB-Pokalsieger: 2010, 2013, 2016
- DFL-Supercupsieger: 2010, 2012, 2016

### VfB Stuttgart
- Aufstieg in die Bundesliga: 2020

## Auszeichnungen
- Silbernes Lorbeerblatt: 2010

## Trivia
Badstuber unterstützte gemeinsam mit Marcell Jansen und Nuri Şahin den bundesweiten Mathematikwettbewerb Mathe macht das Tor. Zudem engagiert er sich im Rahmen der Weihnachtspäckchenaktion „Geschenk mit Herz“ (initiiert von der Nichtregierungsorganisation humedica e. V. in Zusammenarbeit mit der Münchner Tafel e. V.) für Kinder in Not.